# Франческо Моріні
Франческо Моріні (італ. Francesco Morini, 12 серпня 1944, Сан-Джуліано-Терме — 31 серпня 2021) — колишній італійський футболіст, захисник.
Насамперед відомий виступами за клуби «Сампдорія» та «Ювентус», а також національну збірну Італії.
П'ятиразовий чемпіон Італії. Володар Кубка Італії. Володар Кубка УЄФА.

## Клубна кар'єра
У дорослому футболі дебютував 1963 року виступами за команду клубу «Сампдорія», в якій провів шість сезонів, взявши участь у 161 матчі чемпіонату.  Більшість часу, проведеного у складі «Сампдорії», був основним гравцем захисту команди.
Своєю грою за цю команду привернув увагу представників тренерського штабу клубу «Ювентус», до складу якого приєднався 1969 року. Відіграв за «стару синьйору» наступні одинадцять сезонів своєї ігрової кар'єри. Захищаючи кольори «Ювентуса», також здебільшого виходив на поле в основному складі команди. За цей час п'ять разів виборював титул чемпіона Італії, ставав володарем Кубка Італії, володарем Кубка УЄФА.
Завершив професійну ігрову кар'єру у канадському клубі «Торонто Бліззард», за команду якого 1980 року провів 22 матчі.

## Виступи за збірну
1973 року дебютував в офіційних матчах у складі національної збірної Італії. Протягом кар'єри у національній команді, яка тривала усього 3 роки, провів у формі головної команди країни 11 матчів. У складі збірної був учасником чемпіонату світу 1974 року у ФРН.

## Титули і досягнення
- Чемпіон Італії (5):

«Ювентус»:  1971–72, 1972–73, 1974–75, 1976–77, 1977–78
- Володар Кубка Італії (1):

«Ювентус»:  1978–79
- Володар Кубка УЄФА (1):

«Ювентус»:  1976–77